# Anketa Innebandymagazinet
Anketa Innebandymagazinet (také Golden Floorball Award) je hlasování o nejlepšího florbalistu a florbalistku světa, které každoročně vyhlašuje švédský florbalový časopis Innebandymagazinet. Žebříček, sestavený na základě ankety, zahrnuje nejlepších deset hráčů a deset hráček za kalendářní rok. V anketě hlasují od roku 2005 trenéři reprezentačních týmů, novináři a odborníci.

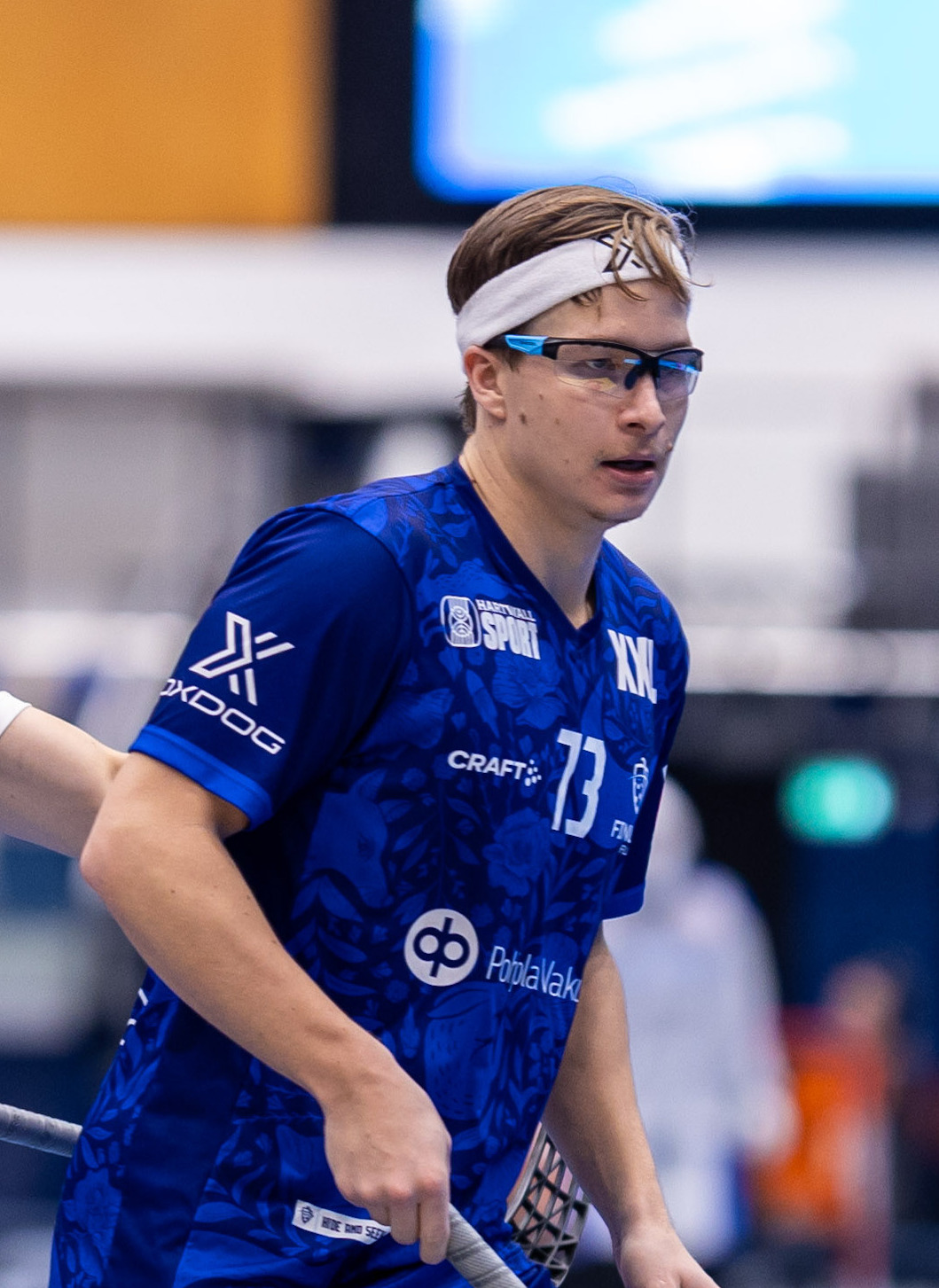
Vítěz ankety za rok 2024 Justus Kainulainen

V dosavadních 20 ročnících vyhrálo v mužské kategorii deset různých hráčů, naposledy za rok 2024 Fin Justus Kainulainen. Celkem třináctkrát skončili na prvním místě švédští florbalisté. Ve zbývajících letech to byli Finové, a mezi nimi rekordně pětkrát Mika Kohonen. Z českých hráčů se nejlépe umístil na třetím místě Ondřej Němeček, a to v roce 2024. Nejvíce umístění, čtyři, má Matěj Jendrišák – nejvýše skončil na šestém místě v roce 2017.
V ženské kategorii v 18 ročnících vyhrálo devět různých hráček, naposledy za rok 2024 Švédka Maja Viströmová. Celkem švédské florbalistky skončily na prvním místě dvanáctkrát, jediná Finka Veera Kauppiová rekordně čtyřikrát (společně se Švédkou Annou Wijkovou) a jedno vítězství má Švýcarka Simone Bernerová. V roce 2020 zvítězila jediná Češka, Eliška Krupnová, která má z českých hráček i rekordních pět umístění.

## Historie ankety
Anketa se poprvé vyhlašovala za kalendářní rok 2005, jen v mužské kategorii. Následujících několik ročníků se vybírali nejlepší hráči proběhlé sezóny. Od roku 2010 se znovu volí za kalendářní rok.
V ženské kategorii se hlasovalo poprvé za rok 2007. 
V prvních třech ročnících se zveřejňovalo prvních 15 hráčů, po té již jen 10.

## Nejlepší hráči světa

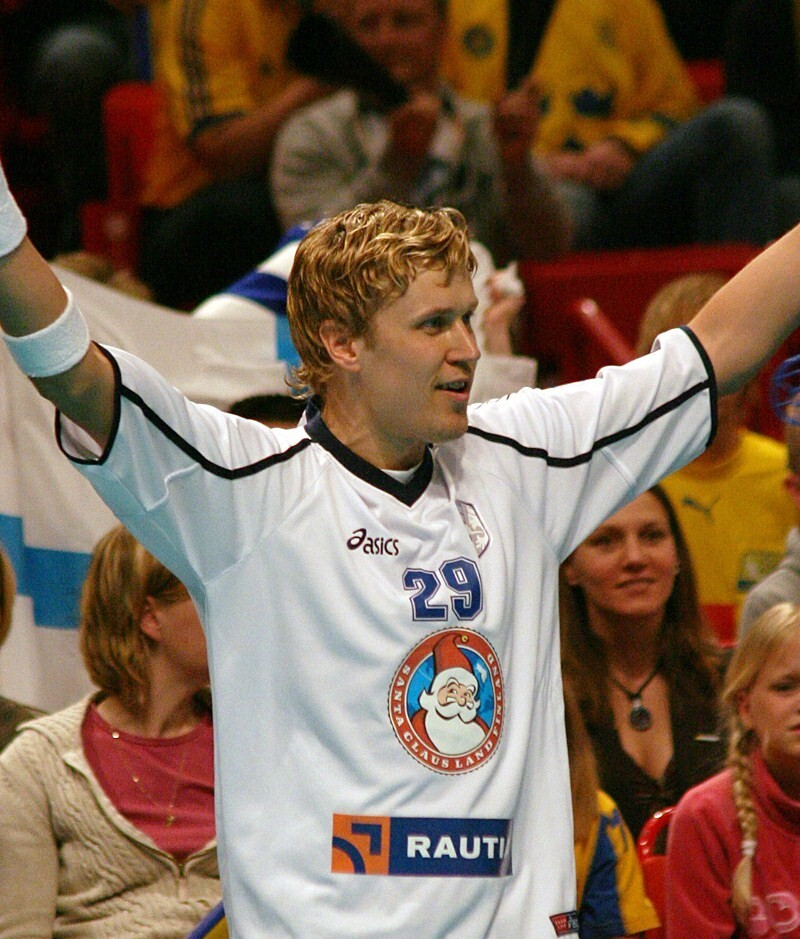
Pětinásobný vítěz ankety Mika Kohonen

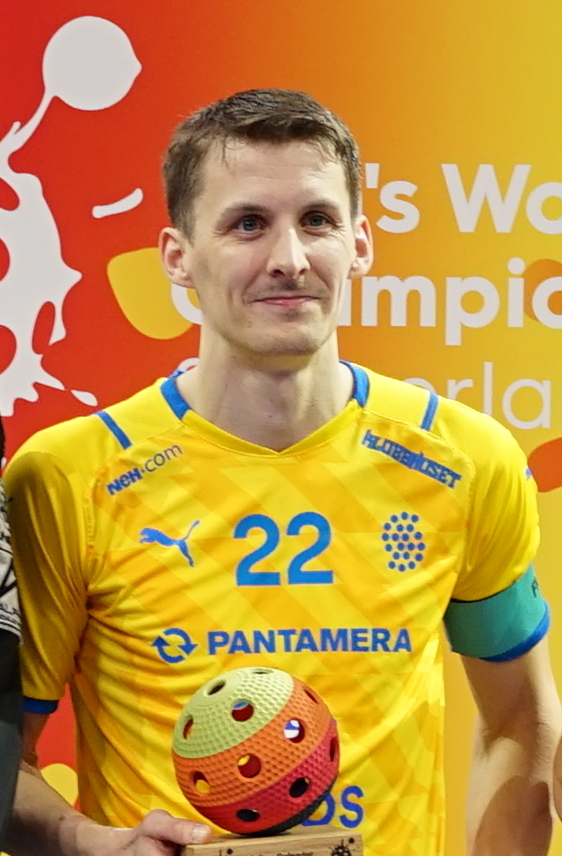
Trojnásobný vítěz ankety Emil Johansson

### Ročníky
- 2005: Mika Kohonen
- 2006: Anders Hellgård
- 2007: Anders Hellgård
- 2008: Magnus Svensson
- 2009: Mika Kohonen
- 2010: Mika Kohonen
- 2011: Mika Kohonen
- 2012: Mika Kohonen
- 2013: Rasmus Enström
- 2014: Kim Nilsson
- 2015: Rasmus Enström
- 2016: Alexander Galante Carlström
- 2017: Alexander Galante Carlström
- 2018: Eero Kosonen
- 2019: Emil Johansson
- 2020: Kim Nilsson
- 2021: Tobias Gustafsson
- 2022: Emil Johansson
- 2023: Emil Johansson
- 2024: Justus Kainulainen

Vícenásobní vítězové: 5× Mika Kohonen, 3× Emil Johansson, 2× Alexander Galante Carlström, Anders Hellgård, Rasmus Enström a Kim Nilsson
Zdroj:

### Umístění českých hráčů

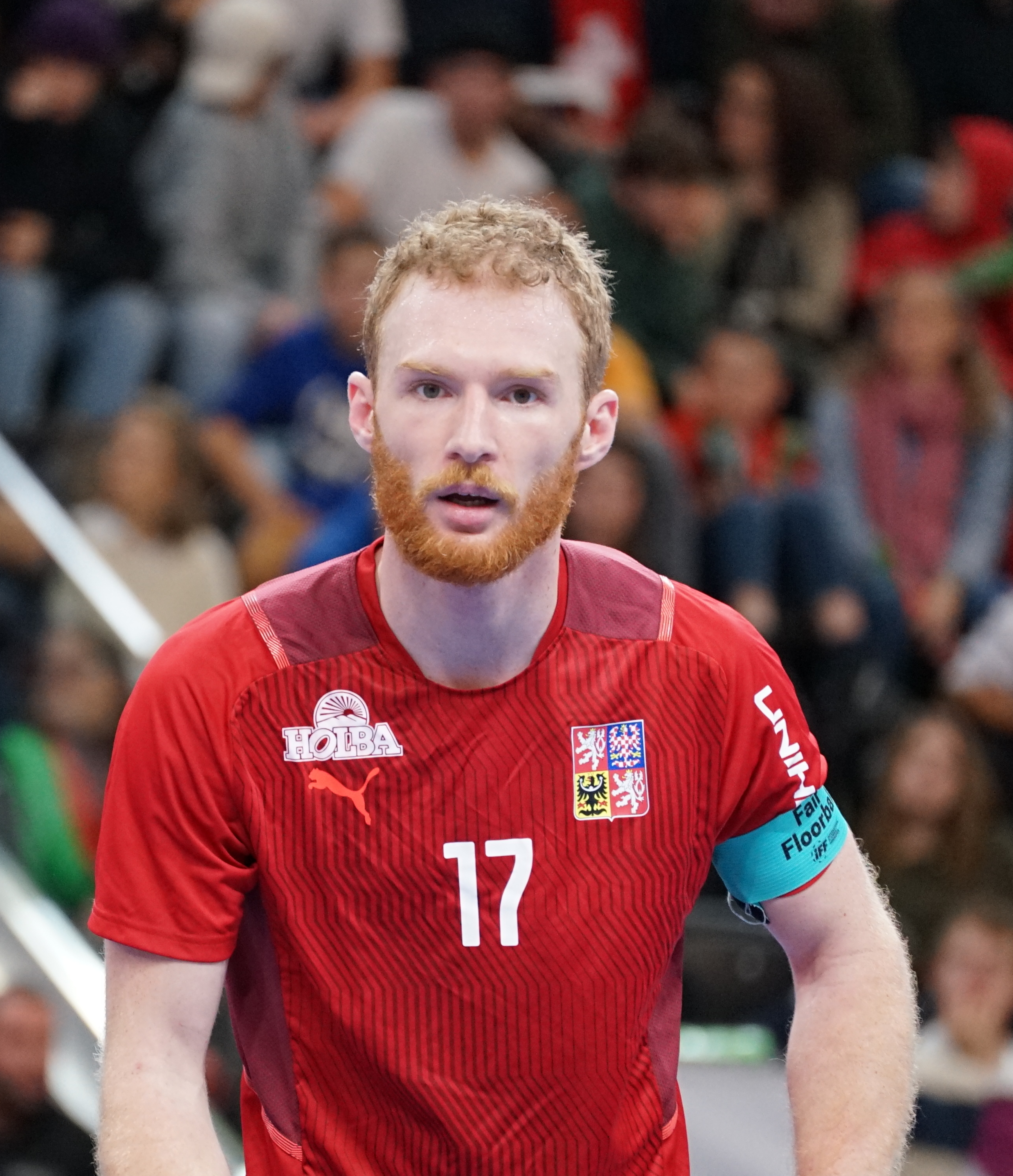
Nejlépe umístěný český hráč a obránce roku 2024 Ondřej Němeček

- Ondřej Němeček – 3. (2024), 4. (2023), 8. (2022)[3][1][10]
- Marek Beneš – 4. (2021, 2022), 6. (2023)[1]
- Radim Cepek – 5. (2010), 8. (2005), 14. (2006)[8]
- Aleš Zálesný – 5. (2009)[11]
- Matěj Jendrišák – 6. (2017), 7. (2020), 9. (2015), 10. (2016)[10]
- Pavel Kožušník – 7. (2006), 11. (2007)[7]
- Lukáš Bauer – 7. (2021)[12]
- Matěj Havlas – 7. (2024)[3]
- David Rytych – 7. (2011)[13]
- Martin Ostřanský – 12. (2005)
- Tomáš Kafka – 15. (2006)[14]

## Nejlepší hráčky světa

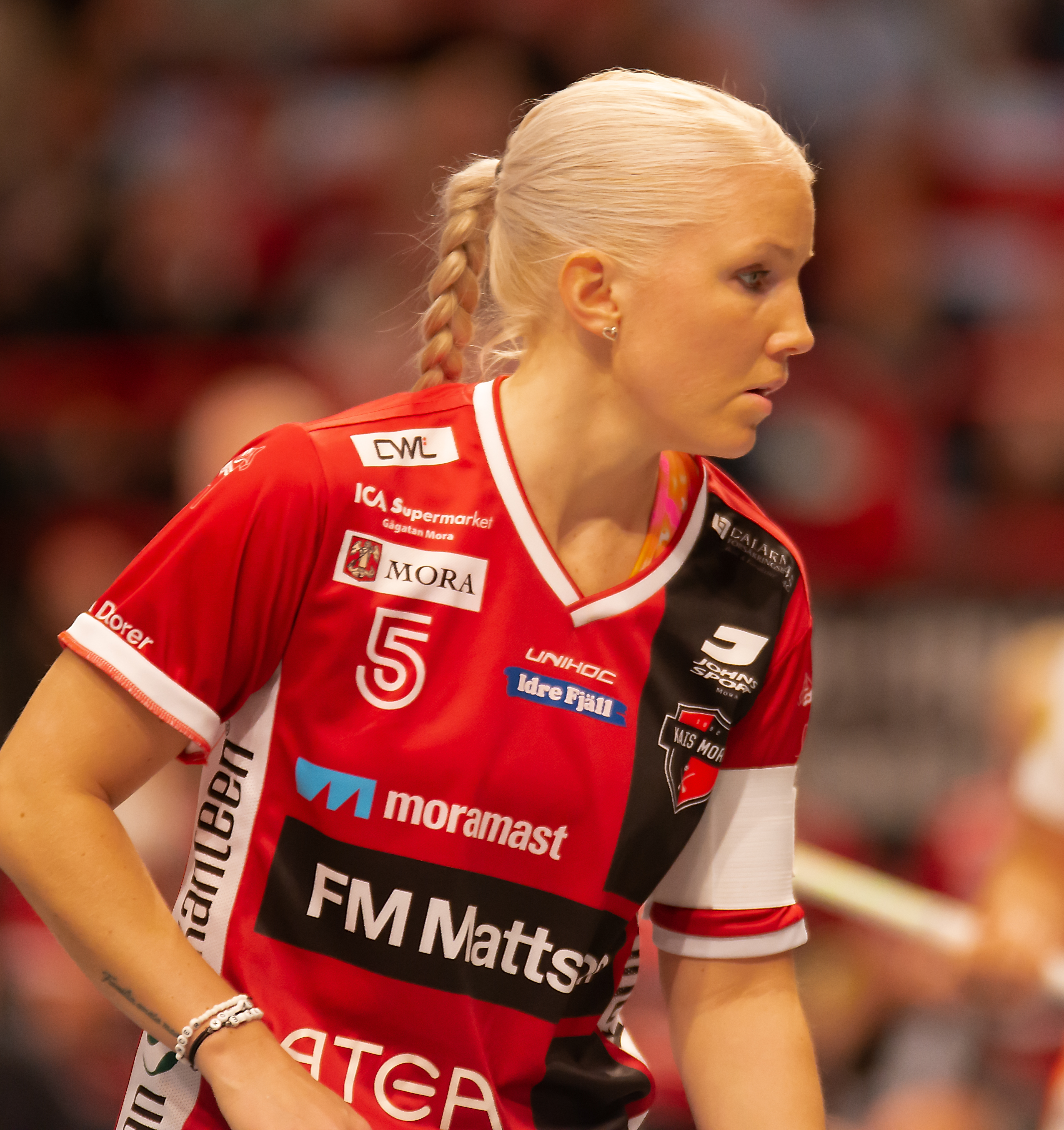
Čtyřnásobná vítězka ankety Anna Wijková

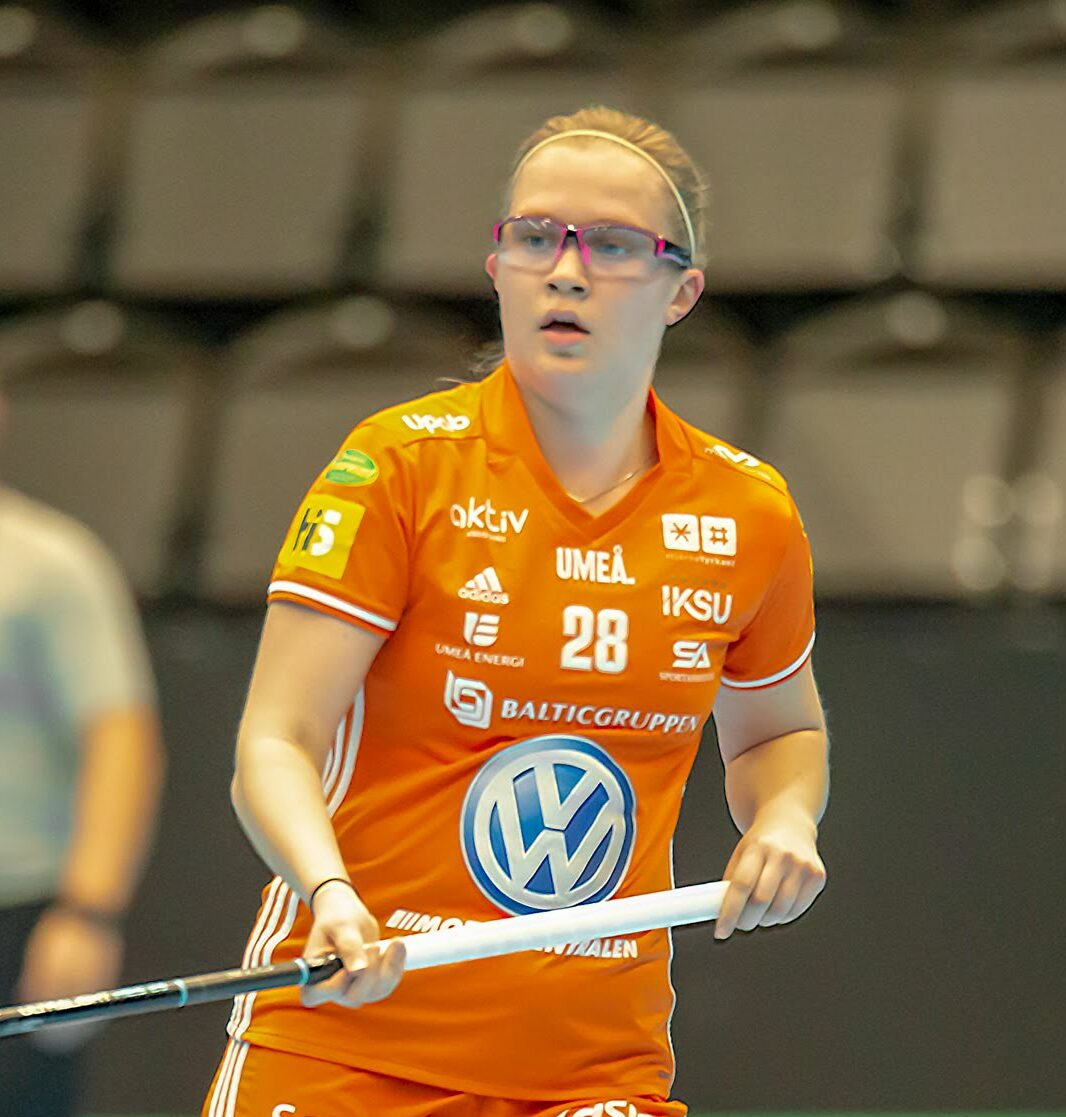
Čtyřnásobná vítězka ankety Veera Kauppiová

### Ročníky
- 2007: Karolina Widarová
- 2008: Simone Bernerová
- 2009: Karolina Widarová
- 2010: Hermine Dahlerusová
- 2011: Emelie Lindströmová
- 2012: Emelie Lindströmová
- 2013: Emelie Lindströmová
- 2014: Anna Wijková
- 2015: Anna Wijková
- 2016: Anna Wijková
- 2017: Veera Kauppiová
- 2018: Veera Kauppiová
- 2019: Anna Wijková
- 2020: Eliška Krupnová
- 2021: Veera Kauppiová
- 2022: Emelie Wibronová
- 2023: Veera Kauppiová
- 2024: Maja Viströmová

Vícenásobné vítězky: 4× Veera Kauppiová a Anna Wijková, 3× Emelie Lindströmová, 2× Karolina Widarová
Zdroj:

### Umístění českých hráček

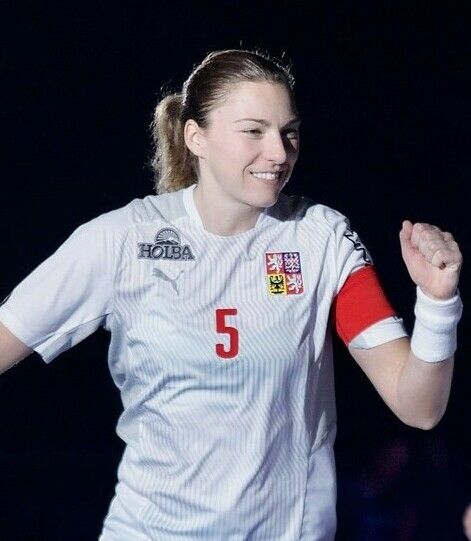
Jediná česká vítězka ankety Eliška Krupnová

- Eliška Krupnová – 1. (2020), 6. (2021), 7. (2022), 10. (2016, 2023)[6][15]
- Anna Brucháčková – 7. (2023), 9. (2024)[3]
- Jana Christianová – 8. (2021), 9. (2022)[15]
- Denisa Ratajová – 8. (2020), 10. (2019)[6]